# Kelly Raimon
Kelly Schumacher appelée ensuite Kelly Raimon, née le 14 octobre 1977 à Cincinnati (Ohio) est une joueuse canadienne et américaine de basket-ball, championne WNBA 2007, reconvertie comme entraîneuse.

## Biographie
Née à Cincinnati (Ohio), mais élevée au Canada, elle joue dans plusieurs lycées canadiens puis rejoint les Huskies du Connecticut avec lesquelles elle remporte le championnat NCAA 2000. Au Final Four, elle réussit neuf contres
Elle est sélectionnée par le Fever de l'Indiana au premier tour de la draft WNBA 2001 14e choix.
Elle joue également dans le championnat espagnol pour Arranz Burgos, Perfumerias Avenida Salamanque et le F.C. Barcelone. 
Elle commence une seconde carrière dans le beach-volley dans l'AVP Tour en 2009 pour deux années, puis elle entame sa reconversion comme entraîneuse de basket-ball avec Ohio State.
En 2017, elle est chargée du développement de l'équipe et du recrutement pour la franchise WNBA du Sky de Chicago. En 2018, elle est recrutée par les Aces de Las Vegas comme entraîneuse assistante de son ancien coach Bill Laimbeer.

## USA Basketball
Juniore, elle est invitée par USA Basketball à participer à la Coupe William Jones en 2000 à Taipei (Taïwan). Les Américaines débutent par une victoire de 32 points sur les Taïwanaises, puis la Corée du Sud et le Japon. Kelly Schumacher inscrit 24 points face aux Nippones (83–80). La finale est moins disputée avec une victoire 79–24 sur la Malaisie. Camille Cooper et Kelly Schumacher sont toutes deux les meilleures rebondeuses de l'équipe américaine avec 7.3 rebonds de moyenne.

## Statistiques à l'université du Connecticut
| Statistiques de Kelly Schumacher à l'Université du Connecticut |     |     |     |       |     |      |       |     |     |       |     |     |    |     |     |    |      |     |     |
| Année                                                          | G   | FG  | FGA | PCT   | 3FG | 3FGA | PCT   | FT  | FTA | PCT   | REB | AVG | A  | TO  | B   | S  | MIN  | PTS | AVG |
| 1997-98                                                        | 35  | 70  | 117 | 0.598 | 0   | 0    | 0.000 | 37  | 70  | 0.529 | 103 | 2.9 | 19 | 29  | 38  | 11 | 408  | 177 | 5.1 |
| 1998-99                                                        | 31  | 63  | 113 | 0.558 | 0   | 0    | 0.000 | 46  | 70  | 0.657 | 130 | 4.2 | 16 | 24  | 37  | 12 | 356  | 172 | 5.5 |
| 1999-00                                                        | 37  | 80  | 144 | 0.556 | 0   | 0    | 0.000 | 26  | 38  | 0.684 | 141 | 3.8 | 27 | 27  | 65  | 21 | 577  | 186 | 5.0 |
| 2000-01                                                        | 29  | 75  | 143 | 0.524 | 2   | 9    | 0.222 | 30  | 39  | 0.769 | 126 | 4.3 | 28 | 24  | 41  | 11 | 491  | 182 | 6.3 |
| Totals                                                         | 132 | 288 | 517 | 0.557 | 2   | 9    | 0.222 | 139 | 217 | 0.641 | 500 | 3.8 | 90 | 104 | 181 | 55 | 1832 | 717 | 5.4 |